# Waisenhausstraße 39 (Mönchengladbach)

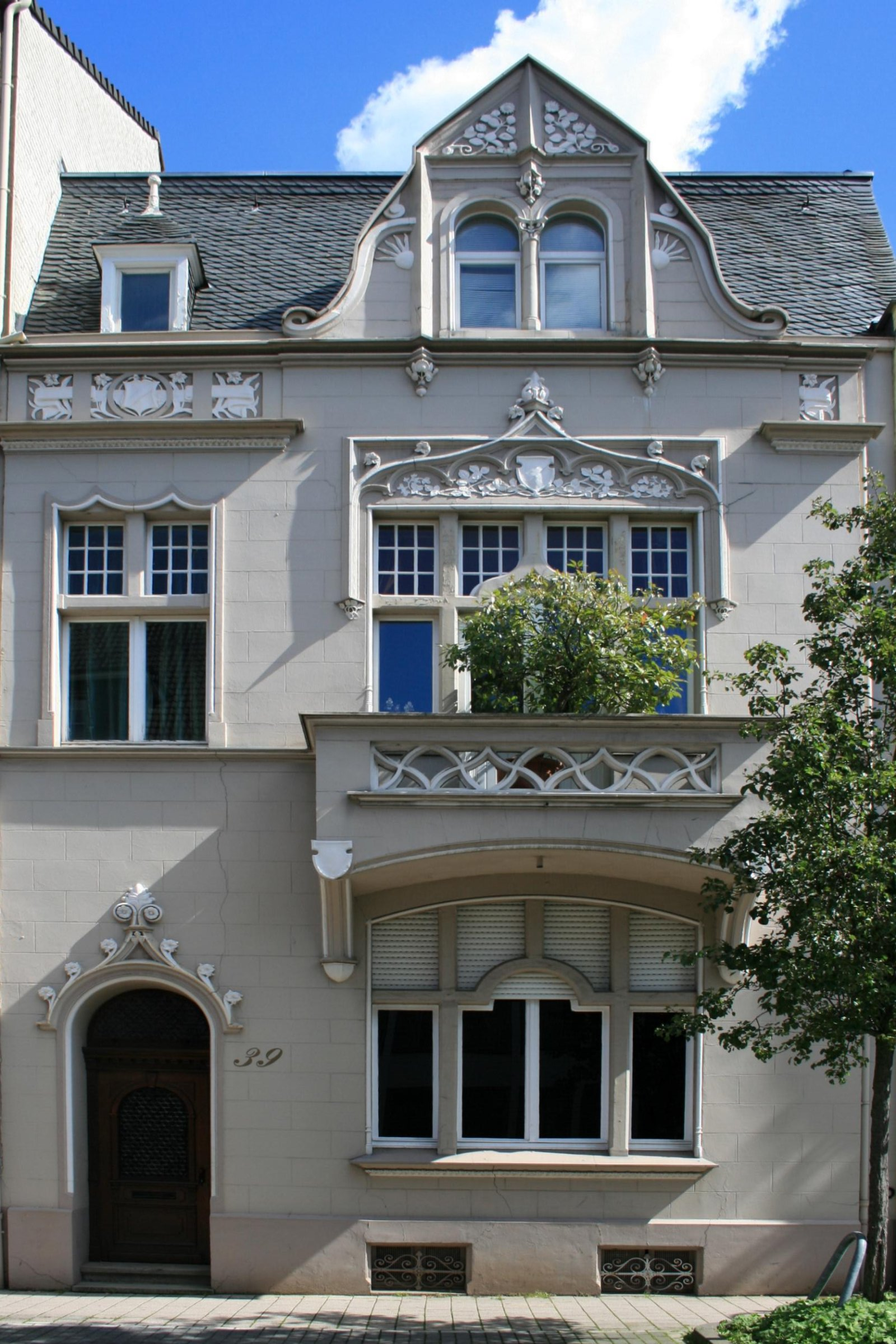
Wohnhaus (2010)

Das Wohnhaus Waisenhausstraße 39 steht im Stadtteil Rheydt in Mönchengladbach (Nordrhein-Westfalen).
Das Gebäude wurde im 18. Jahrhundert erbaut. Es ist unter Nr. W 016 am 2. Juni 1987 in die Denkmalliste der Stadt Mönchengladbach eingetragen worden.

## Architektur
Die Waisenhausstraße Nr. 39 liegt im Zentrum Rheydts und ist in neugotischen Formen ausgeführt. Der Backsteinbau mit Putzfassade ist in zwei zu zwei Achsen und ausgebautem Mansarddach ausgeführt. Das verschieferte Dach trägt links ein Dachhäuschen mit Spitze. Das zeittypische Haus ist als Denkmal schützenswert.